# Pierre Gascar
Pierre Gascar, de verdadero nombre Pierre Fournier, fue un escritor, periodista, crítico literario, ensayista y dialoguista francés, nacido el 13 de marzo de 1916 en París y fallecido el 20 de febrero de 1997 en Lons-le-Saunier, en el departamento del Jura. Ganó el premio Goncourt de 1953 con la novela Les Bêtes (Las bestias).

## Biografía
Nacido en París de padre obrero y madre institutriz, vivió una parte de su infancia en el Perigord familiar, hasta el internamiento en un asilo de su madre. Esta infancia difícil le dará el argumento de La Graine y de Le meilleur de la vie. Después del liceo, marcha a París, donde se alía con las izquierdas y entabla amistad con algunos escritores. Durante la Segunda Guerra Mundial fue prisionero en un stalag, un campo para prisioneros de guerra que no es exactamente un campo de concentración, ya que en ellos se albergaba a militares únicamente (el ejemplo clásico es el Stalag III que inspiró la película La gran evasión). 
La obra de Pierre Gascar se vio muy influenciada por este periodo de guerra. Les temps des morts narra su vida de sepulturero en el campo de concentración de Rawa Ruska, donde vivió el drama judío.
A la vuelta de la guerra, trabajó como periodista, y se consagró a la escritura a partir de 1953, año en que ganó el premio Goncourt por Les Bêtes y Le Temps des morts. Más tarde escribiría también biografías, en busca de personajes en los que encontrara una parte de sí mismo, como Humboldt, Buffon o Bernard Palissy. Asimismo, retrata la naturaleza desde el punto de vista del poeta y el filósofo en Le Présage, Les Sources o Le Règne végétal.
Como guionista y dialoguista colabora en Les yeux sans visage, de Georges Franju, en 1960. Como autor dramático destaca Les pas perdus, de 1958. También escribe numerosos textos de álbumes y prefacios.
Además del Gran Premio de la Academia Francesa, recibe el premio Roger Caillois en 1994 por Dans la forêt humaine.

## Obra
- Les Meubles, Gallimard, Paris, 1949 : 260 p. ISBN 2-07-022671-9
- Le Visage clos, Gallimard, Paris, 1951 : 224 p. ISBN 2-07-022672-7
- Les Bêtes, Gallimard, Paris, Prix Goncourt en 1953, 1978 : 210 p. ISBN 2-07-029925-2 En castellano, Las bestias. El tiempo de los muertos, en la obra Premios Goncourt de novela V, Plaza y Janés.
- Le Temps des morts, Gallimard, Paris, 1953, 1998 (Le rêve russe): 176 p. ISBN 2-07-022673-5
- Chine ouverte, Gallimard, Paris, 1955 : 188 p. ISBN 2-07-022675-1
- Les Femmes, Gallimard, Paris, 1955, 1997 : 210 p. ISBN 2-07-022676-X
- La Graine, Gallimard, Paris, 1955 : 216 p. ISBN 2-07-022674-3
- L'Herbe des rues, Gallimard, Paris, 1956 : 216 p. ISBN 2-07-022677-8
- Les Pas perdus, Gallimard, Paris, 1958 : 240 p. ISBN 2-07-022680-8
- Voyage chez les vivants, Gallimard, Paris, 1958 : 264 p. ISBN 2-07-022678-6
- La Barre de corail et les Aveugles de Saint-Xavier, Gallimard, Paris, 1958 : 232 p. ISBN 2-07-022679-4
- Soleils, Gallimard, Paris, 1960 : 160 p. ISBN 2-07-022681-6
- Le Fugitif, Gallimard, Paris, 1961 : 320 p. ISBN 2-07-022682-4
- Les Moutons de feu, Gallimard, Paris, 1963 : 336 p. ISBN 2-07-022684-0
- Le Meilleur de la vie, Gallimard, Paris, 1964 : 336 p. ISBN 2-07-022683-2
- Les Charmes, Gallimard, Paris, 1965 : 280 p. ISBN 2-07-022685-9
- Histoire de la captivité des français en Allemagne (1939-1945), Gallimard, Paris, 1967: 320 p. ISBN 2-07-022686-7
- Auto, Gallimard, Paris, 1968 : 108 p. ISBN 2-07-027023-8
- Les Chimères, Gallimard, Paris, 1969 : 232 p. ISBN 2-07-027024-6
- L'Arche, Gallimard, Paris, 1971 : 240 p. ISBN 2-07-027769-0
- Rimbaud et la Commune, Gallimard, Paris, 1971 : 192 p. ISBN 2-07-035229-3
- Le Présage, Gallimard, Paris, 1972 : 192 p. ISBN 2-07-028270-8
- Les Sources, Gallimard, Paris, 1975 : 272 p. ISBN 2-07-029230-4
- Charles VI, le bal des ardents, Gallimard, Paris, 1977 : 280 p. ISBN 2-07-029751-9
- L'Ombre de Robespierre, Gallimard, Paris, 1980 : 336 p. ISBN 2-07-028620-7
- Les Secrets de maître Bernard - Bernard Palissy et son temps, Gallimard, Paris, 1980 : 288 p. ISBN 2-07-028391-7
- Le Règne végétal, Gallimard, Paris, 1981 : 180 p. ISBN 2-07-024882-8
- Gérard de Nerval et son temps, Gallimard, Paris, 1981 : 336 p. ISBN 2-07-023533-5
- Buffon, Gallimard, Paris, 1983 : 267 p. ISBN 2-07-070007-0
- Le fortin, Gallimard, Paris, 1983 : 176 p. ISBN 2-07-070008-9
- Humboldt l'explorateur, Gallimard, Paris, 1985 : 216 p. ISBN 2-07-070570-6
- Le Diable à Paris, Gallimard, Paris, 1984 : 224 p. ISBN 2-07-070257-X
- Pour le dire avec des fleurs, Gallimard, Paris, 1988 168 p. ISBN 2-07-071385-7
- Album Les écrivains de la Révolution, Gallimard, Paris, 1989 320 p. ISBN 2-07-011160-1
- Portraits et Souvenirs, Gallimard, Paris, 1991 : 204 p. ISBN 2-07-072202-3
- La Friche, Gallimard, Paris, 1993 : 168 p. ISBN 2-07-073608-3
- Montesquieu, Paris, 362 p Flammarion, 1988 ISBN 2-08-066178-7
- L'Homme et l'Animal, Albin Michel, 2000, 1986, 1974 ISBN 2-22-600093-3
- [Du côté de chez Monsieur Pasteur, Paris, Odile Jacob, 1986 ISBN 9782020093538
- Aïssé, Paris, Actes sud, 1998, 286 p ISBN 2-74-271858-3
- Le Transsibérien, Paris, Actes sud, 1998, 55 p ISBN 2-74-271859-1
- Le Bestiaire d'Horvat, Paris, Actes sud, 1995, 55 p ISBN 2-74-270373-X
- Ce difficile accord avec le monde, vertiges du présent, Paris, Arthaud, 1962
- Normandie, Paris, Arthaud, 1962, ISBN 2-70-030216-8
- La France, Paris, Arthaud, ISBN 2-70-030469-1
- La Chine et les Chinois, Paris, Arthaud, 1962
- Chambord, Delpire éditeur, 1962
- Le Cheveu, ouvrage collectif, Nathan, 1998, ISBN 2-07-004153-4
- Genève, Champ Vallon, 1993 ISBN 2-90-352835-7
- Dans la forêt humaine, Robert laffont, 1992 ISBN 2-22-102380-3
- Le Gros Chêne, Robert laffont, 1992 ISBN 2-22-102381-1
- Quartier latin, la mémoire, La table ronde, 1973, ISBN 2-70-030216-8
- Toffoli ou la force du destin, Hachette, 1979, 123 p, ISBN 2-01-006937-4
- Gascogne, Renaissance du livre, 1999, 128 p ISBN 2-80-460275-3

## Guionista de cine
- Les yeux sans visage (Los ojos sin rostro), 1960
- Les murs, 1964 (película de TV)
- Lecture pour tous, 1964 (Serie de TV)
- Hinter den Wänden, 1968 (película de TV)
- Au théâtre ce soir, 1982 (serie de TV)
- Les pas perdus, 1982